# 菊池勇成
菊池 勇成（きくち たける、1995年1月15日 – ）は、日本の男性声優。東京都出身。WITH LINE所属。

## 経歴
声優の仕事に興味を持ったきっかけは中学2年生の時に国語の朗読で、教師から「お前、いい声してるな。声優向いてるんじゃないか」と言われたのがきっかけである。小さい頃から、おままごと、学芸発表会の劇を観るほうが好きであり、地域のミュージカルに出演してもらったこともあったという。職業としての声優はより難易度が高いような気がし、挑戦したいと思っていたという。
飽きっぽいところもあるが、昔から挑戦することは好きだったという。少林寺拳法も小学校の6年間で黒帯を取り、野球、サッカー、バレーボール、バドミントン、水泳もしていた。中学時代は親から「部活だけはやれ」と言われたため、卓球部に入部し、つらかったことから辞めようと思っていたが、辞める勇気がなく、レギュラーとして残った。高校時代は放送部と卓球部を兼部して、両方の大会に出場した経験を持つ。
高校時代は、進学した段階で声優になることを決めていたため、必須科目しか取っておらず、部活以外はアルバイトをしていたという。アルバイトとしてはコンビニ、ファミレスのキッチン担当、専門学校に入学後は居酒屋、カラオケ店をしていた。
2015年3月、アミューズメントメディア総合学院卒業後、WITH LINEに所属。
2019年3月、急性扁桃炎のため入院での治療を受け、一部イベントの出演を見合わせた。
2021年8月17日、新型コロナウイルス（SARS-CoV-2）に感染した事が所属事務所より発表された。

## 人物
趣味・特技はダンスと卓球、少林寺拳法。
尊敬する声優は中村悠一を挙げており、職業としての声優に興味を持ち初めて、アニメを見始めるようになり最初に影響を受けた憧れの人物である。

## 出演
太字はメインキャラクター。

### テレビアニメ
2017年
- 覆面系ノイズ（観客）
- ナナマル サンバツ（清澄真也）
- アイドルマスター SideM（蒼井悠介）

2018年
- ちおちゃんの通学路（モブ〈男〉）
- アイドルマスター SideM 理由あってMini!（蒼井悠介）
- ソラとウミのアイダ（志那都彦）
- とある魔術の禁書目録III（香焼）

2019年
- けだまのゴンじろー（男の子①、生徒①）
- 厨病激発ボーイ（男子生徒）

2021年
- プレイタの傷（隊員）

2022年
- フットサルボーイズ!!!!!（水無瀬亜佐）
- カッコウの許嫁（2022年 - 2025年、高橋） - 2シリーズ

2023年
- 青のオーケストラ（中学生）

2024年
- 火狩りの王（少年工）
- ヴァンパイア男子寮（男子生徒B）
- 転生したら第七王子だったので、気ままに魔術を極めます（2024年 - 2025年、ジークウッド、ロゼリス） - 2シリーズ
- ワンルーム、日当たり普通、天使つき。（男子B）
- 黄昏アウトフォーカス（男子部員）
- 君は冥土様。（男性、男子生徒）

2025年
- 薫る花は凛と咲く（清水宏太郎）
- ぬきたし THE ANIMATION（モブ）

### Webアニメ
- ファイトリーグ ギア・ガジェット・ジェネレーターズ（2019年、ジジ[13]）

### ゲーム
2015年
- アイドルマスター SideM（2015年 - 2023年、蒼井悠介）

2017年
- 逆転オセロニア（龍麗）
- 輝星のリベリオン（バルバトス、酒呑童子）
- ぐるぐる召喚マジカルギア（プライム）
- ファイトリーグ（2017年 - 2020年、未確認文具生命体、ケル☆ベロ★スッ!、チュー右衛門、竹工房 流助、Guide-ロボット ジジ、レンズビートル1号、箱入りジャック、シカバネの姫君の骸骨、キュウキュウデスカー、キュウキュウデスカー2号）
- モンスターストライク（小豆洗い、アヌ、ヴァンプキッド）
- アイドルマスター SideM LIVE ON ST@GE!（2015年 - 2020年、蒼井悠介）
- SKYOVER

2018年
- 誰ガ為のアルケミスト（レン）
- A3!（劇中劇の男子学生、遊園地のゾンビ、朝倉ミキ）
- サウザンドメモリーズ（朋獣の座長アナトール）
- 龍が如く ONLINE（森フミト）

2019年
- 黒騎士と白の魔王（2019年 -、クロノス、霧隠才蔵）

2020年
- ARIA CHRONICLE（ルーカス）

2021年
- クイズRPG 魔法使いと黒猫のウィズ（フィルボ）
- アイドルマスター ポップリンクス（蒼井悠介）
- アイドルマスター SideM GROWING STARS（2021年 - 2023年、蒼井悠介）
- フットサルボーイズ!!!!! ハイファイリーグ（水無瀬亜佐）

2022年
- eBASEBALLパワフルプロ野球2022（六角錬治）
- ハーヴェステラ（ディム）

2025年
- プロジェクトセカイ カラフルステージ! feat. 初音ミク

### ドラマCD
- THE IDOLM@STER SideM ST@RTING LINE -05 W（2015年、蒼井悠介）
- saison（セゾン）hiver〔イヴェール〕冬（2015年）
- Septet Chords シチュエーションボイス（2019年、土井拓也）[30]
- 警視庁 特務部 特殊凶悪犯対策室 第七課 -トクナナ-「ドラマCD七課イン・ザ・パーティvol.1」（2020年）[31]

### BLCD
- 会長、イイコはもう終わり（2022年、生徒会〈2年生〉[32]）
- 溺愛スリーピングボイス　(2024年、澤田)

### オーディオドラマ
- 四十五番目の話（2014年、ユウ）
- アイドルマスター SideM「315 PASSION CONTENTS」（2024年、蒼井悠介） - 4作品[一覧 3]

### 特撮
- 魔進戦隊キラメイジャー（2021年、幼いオラディンの声）

### ラジオ
※はインターネット配信。
- アイドルマスター SideM ラジオ 315プロNight!（2016年、ニコニコ生放送※）[33]
- 土岐隼一と菊池勇成のチョクラジ!（2017年 - 2018年、チョクメ!公式サイト※）[34]
- 月刊 新・男前通信11月号～月刊・菊池勇成（2018年、文化放送モバイルplus※）[35]
- MAN TWO MONTH RADIO 菊池勇成のラジオ伝説タケル（2019年、AG-ON Premium※・超!A&G+※）[36]
- 浦尾岳大と菊池勇成のちゃっと☆ま～けっと（2020年 - 、ラジ友※）[37]
- 今日も楽しそうな4人がログインしたようです。（2020年 - 、ニコニコチャンネル※）[38]
- 石井孝英・菊池勇成のイケおじラボ（2022年 - 、ニコニコ生放送※）[39]

### デジタルコミック
- 胸が鳴るのは君のせい（2016年、男子生徒1 役）
- Be a good boy， my dear dog  (2024年、天根・村山役)

### テレビ番組
※はインターネット配信。
- 声優ジャックポット（2021年 - 2022年、ニコニコ生放送※）[40]

### 舞台
- 即興朗読会「Halloween Reading Party」（2018年10月27日、高円寺Studio K）
- 大正☆クインテット（2019年3月20日 - 24日、座・高円寺2） - 江戸川乱歩 役[41]
- LIVE DRAMA「DOUBLE DARE STORIES」（2019年3月30日、烏山区民会館ホール） - JK 役
- KIRAKIRA VOICE LAND VOL.17「LOVE×LETTERS」（2019年4月20・21日、LAPIN ET HALOT） - 海斗（20日）、大地（21日） 役[42]
- 朗読劇 学園デスパネル2019（2019年9月1日、座・高円寺2） - K.S 役[43]
- クトゥルフ朗読劇 華蝕の匣〜書生の夢現〜（2019年10月5日、横浜YTJホール）- 喜央正午 役
- 朗読劇 てだれもんら（2019年11月23日、永山情報教育センター） - 泉隼人 役[44]
- toshiLOG 朗読劇「さよならのかわりに」（2020年3月12日 - 15日[注釈 1]、R'sアートコート） - 沢田翔太 役[45]
- 朗読劇「カナリアの手帳」（2020年9月4・5日、座・高円寺2）[46]
- ブロードウェイ・バウンズ プレゼンツ リーディングライブ Vol.1「同窓会」（2020年12月9日 - 13日、アトリエファンファーレ東新宿）[47]
- Time [never] comes back!?（2022年1月12日 - 18日、5月22日、シアターグリーン BIG TREE THEATER） - 一樹あまね 役[48]
- KIRAKIRA VOICE LAND VOL.42「Spiral」（2022年3月26・27日、LAPIN ET HALOT） - レイス（26日）、エリクサー（27日） 役[49]
- 朗読会 真夏の怪談 〜それは恐怖と哀しみの物語、、、〜（2022年8月16日、Zepp Haneda）[50]
- 新感覚恋愛×マーダーミステリー劇「Love Letter for You」（2022年11月18日、新宿村LIVE） - 鈴木徹 役[51]
- THE IDOLM@STER SideM PASSIONABLE READING SHOW -超常事変〜対立スル正義〜-（2023年3月12日、武蔵野の森総合スポーツプラザ メインアリーナ） - 蒼井悠介 役[52]
- ブロードウェイ・バウンズ プレゼンツ　リーディングライブ Vol.3「ドラキュラバー」(2023年 5月19日-21 日、 てあとるらぽう)
- 季節の朗読「しきよみ」 #5 夏の朗読劇 【初恋】(2023年7月22日、 ところざわサクラタウン )
- THE IDOLM@STER SideM PASSIONABLE READING SHOW ～天地四心伝～（2024年2月11日、幕張イベントホール） - 蒼井悠介 役[53]
- 朗読劇「タツノオトシゴ」(2024年10月17-20、CBGK)  -秋 役
- 朗読劇「カラフル」（2024年11月7日-10日、CBGKシブゲキ）- 早乙女 役

### 映像作品
- アイドルマスター SideM シリーズ
  - THE IDOLM@STER SideM 1st STAGE 〜ST@RTING!〜（2016年7月13日）
  - THE IDOLM@STER SideM 2nd STAGE 〜ORIGIN@L STARS〜（2017年9月13日）
  - THE IDOLM@STER SideM GREETING TOUR 2017 〜BEYOND THE DREAM〜（2018年4月25日）
  - THE IDOLM@STER SideM Five-St@r Party!!（2018年9月26日）
  - THE IDOLM@STER SideM 3rdLIVE TOUR 〜GLORIOUS ST@GE!〜 LIVE Blu-ray Side MAKUHARI（2018年11月7日）
  - THE IDOLM@STER SideM 3rdLIVE TOUR 〜GLORIOUS ST@GE!〜 LIVE Blu-ray Side SENDAI（2019年1月9日）
  - THE IDOLM@STER SideM 3rdLIVE TOUR 〜GLORIOUS ST@GE!〜 LIVE Blu-ray Side SHIZUOKA（2019年3月27日）
  - THE IDOLM@STER SideM 4th STAGE 〜TRE@SURE GATE〜（2019年12月18日）
- &6allein シリーズ
  - &6alleinの4/6!  「It’s HEAT!」（2017年4月26日）
  - &6alleinの6/6! 「Let’s NURU NURU!」（2017年8月9日）
  - &6alleinの6/6! SEASON2（2018年4月25日）
  - MARINE SUPERNOVA 2018（2018年10月31日）
  - &6allein 1st LIVE 「With You」（2019年3月27日）
  - &6allein 2ndLIVE 「Choice“＆”Chance」（2019年12月11日）
  - MARINE SUPERNOVA LIVE 2019（2020年1月29日）
- ボドゲであそぼ4巻 [54]（2019年1月25日）
- Steal Treasure Run!![55]（2019年4月24日）
- FUTSAL声優 Section1[56]（2019年7月24日）
- これから声優アップデートバラエティ『これアプスペシャル』 vol.5[57]（2019年7月26日）
- FUTSAL声優 2019 SEPTEMBER[58]（2020年8月26日）
- radiotomo presents art sonic FES.20[59]（2021年4月30日）
- 人狼バトルTHE NIGHTMARE SEASON1 #3[60]・#4（2022年10月19日）

## ディスコグラフィ

### キャラクターソング
| 発売日   | 商品名                                                                                      | 歌 | 楽曲                                                                      | 備考 |
| 2015年   | 2015年                                                                                      | 2015年 | 2015年                                                                    | 2015年 |
| -------- | ------------------------------------------------------------------------------------------- | --- | ------------------------------------------------------------------------- | --- |
| 10月21日 | THE IDOLM@STER SideM ST@RTING LINE -05 W                                                    | W | 「VICTORY BELIEVER」 「Pleasure Forever...」 「DRIVE A LIVE」             | ゲーム『アイドルマスター SideM』関連曲                                                                            |
| 2016年   |                                                                                             | |                                                                           | |
| 10月5日  | THE IDOLM@STER SideM 2nd ANNIVERSARY DISC 03 Jupiter＆W                                     | Jupiter & W | 「カレイド TOURHYTHM」                                                    | ゲーム『アイドルマスター SideM』関連曲                                                                            |
| 10月5日  | THE IDOLM@STER SideM 2nd ANNIVERSARY DISC 03 Jupiter＆W                                     | W | 「LEADING YOUR DREAM」                                                    | ゲーム『アイドルマスター SideM』関連曲                                                                            |
| 2017年   |                                                                                             | |                                                                           | |
| 2月1日   | Beyond The Dream                                                                            | 315プロダクション所属アイドル | 「Beyond The Dream」                                                      | ゲーム『アイドルマスター SideM』テーマソング                                                                      |
| 2月1日   | Beyond The Dream                                                                            | 315プロダクション所属アイドル（メンタル） | 「Beyond The Dream」                                                      | ゲーム『アイドルマスター SideM』テーマソング                                                                      |
| 2月10日  | THE IDOLM@STER SideM 2nd ANNIVERSARY SOLO COLLECTION                                        | 蒼井悠介（菊池勇成） | 「LEADING YOUR DREAM」                                                    | ゲーム『アイドルマスター SideM』関連曲                                                                            |
| 11月15日 | THE IDOLM@STER SideM ANIMATION PROJECT 01「Reason‼」                                        | 315 STARS（DRAMATIC STARS、Beit、S.E.M、High×Joker、W、Jupiter） | 「Reason‼」                                                               | テレビアニメ『アイドルマスター SideM』オープニングテーマ                                                          |
| 11月15日 | THE IDOLM@STER SideM ANIMATION PROJECT 01「Reason‼」                                        | Beit、High×Joker、W | 「夏時間グラフィティ」                                                    | テレビアニメ『アイドルマスター SideM』挿入歌                                                                      |
| 12月6日  | THE IDOLM@STER SideM ORIGIN@L PIECES 09                                                     | 蒼井悠介（菊池勇成） | 「“W”orldwide Ambitions!」                                                | ゲーム『アイドルマスター SideM』関連曲                                                                            |
| 12月13日 | THE IDOLM@STER SideM ANIMATION PROJECT 04「AFTER THE RAIN」                                 | W | 「AFTER THE RAIN」                                                        | テレビアニメ『アイドルマスター SideM』エンディングテーマ                                                          |
| 12月13日 | THE IDOLM@STER SideM ANIMATION PROJECT 04「AFTER THE RAIN」                                 | W | 「Reason!!」                                                              | テレビアニメ『アイドルマスター SideM』関連曲                                                                      |
| 2018年   |                                                                                             | |                                                                           | |
| 1月24日  | アイドルマスター SideM BD・DVD第2巻特典CD 315 St@rry Collaboration 02 〜High×Joker&W〜      | High×Joker、W | 「いつかこの瞬間に名前をつけるなら」                                      | テレビアニメ『アイドルマスター SideM』関連曲                                                                      |
| 1月24日  | アイドルマスター SideM BD・DVD第2巻特典CD 315 St@rry Collaboration 02 〜High×Joker&W〜      | W | 「Fun! Fun! Festa!」                                                      | テレビアニメ『アイドルマスター SideM』関連曲                                                                      |
| 1月31日  | THE IDOLM@STER SideM ANIMATION PROJECT 08「GLORIOUS RO@D」                                  | 315 STARS（DRAMATIC STARS、Beit、S.E.M、High×Joker、W、Jupiter） | 「DRIVE A LIVE（第13話 Ver）」                                            | テレビアニメ『アイドルマスター SideM』エンディングテーマ                                                          |
| 1月31日  | THE IDOLM@STER SideM ANIMATION PROJECT 08「GLORIOUS RO@D」                                  | 315 STARS（DRAMATIC STARS、Beit、S.E.M、High×Joker、W、Jupiter） | 「GLORIOUS RO@D」                                                         | テレビアニメ『アイドルマスター SideM』挿入歌                                                                      |
| 6月13日  | THE IDOLM@STER SideM WORLD TRE@SURE 02                                                      | 蒼井悠介（菊池勇成）、木村龍（濱健人）、若里春名（白井悠介） | 「トレジャー・パーティー！」 「MEET THE WORLD!（AMERICA Ver.）」          | ゲーム『アイドルマスター SideM LIVE ON ST@GE!』関連曲                                                             |
| 12月5日  | THE IDOLM@STER SideM WakeMini! MUSIC COLLECTION 02                                          | 315 STARS（メンタル Ver.） | 「Friendly Smile」                                                        | テレビアニメ『アイドルマスター SideM 理由あってMini!』エンディングテーマ                                          |
| 2019年   |                                                                                             | |                                                                           | |
| 3月15日  | THE IDOLM@STER SideM WakeMini! SOLO COLLECTION 02 MENTAL Ver.                               | 蒼井悠介（菊池勇成） | 「Friendly Smile」                                                        | テレビアニメ『アイドルマスター SideM 理由あってMini!』関連曲                                                      |
| 5月10日  | THE IDOLM@STER SideM 4th ANNIVERSARY DISC「LIVE in your SMILE / DREAM JOURNEY」             | Altessimo、W、FRAME、彩、神速一魂、S.E.M、THE 虎牙道、Legenders | 「LIVE in your SMILE」                                                    | ゲーム『アイドルマスター SideM』関連曲                                                                            |
| 5月22日  | Septet Chords テーマソング fairy smile/Tears…                                               | 土井拓也（菊池勇成）、 暮竹葵（岩瀬恒輝）、風網慎之助（天沢総司）、風網謙之助（唐沢孝二）、園葉明（安達勇人）、村上華（石井孝英）、新川麻琴（倉本発） | 「fairy smile」                                                           | 『Septed Chords』テーマソング                                                                                     |
| 5月22日  | Septet Chords テーマソング fairy smile/Tears…                                               | 土井拓也（菊池勇成）、 暮竹葵（岩瀬恒輝）、風網慎之助（天沢総司）、風網謙之助（唐沢孝二）、園葉明（安達勇人）、村上華（石井孝英）、新川麻琴（倉本発）、マスター（浅井雄一） | 「Tears…」                                                                | 『Septed Chords』テーマソング                                                                                     |
| 12月18日 | THE IDOLM@STER SideM 5th ANNIVERSARY DISC 01 PRIDE STAR                                     | 315 ALLSTARS | 「PRIDE STAR」 「DRIVE A LIVE」 「Reason!!」 「GLORIOUS RO@D」            | ゲーム『アイドルマスター SideM』関連曲                                                                            |
| 2020年   |                                                                                             | |                                                                           | |
| 2月19日  | THE IDOLM@STER SideM 5th ANNIVERSARY DISC 03 W&Café Parade&もふもふえん                     | W | 「Great Sympathy」                                                        | ゲーム『アイドルマスター SideM』関連曲                                                                            |
| 2月19日  | THE IDOLM@STER SideM 5th ANNIVERSARY DISC 03 W&Café Parade&もふもふえん                     | W、Café Parade、もふもふえん | 「ミュージアムジカ」                                                      | ゲーム『アイドルマスター SideM』関連曲                                                                            |
| 3月6日   | THE IDOLM@STER SideM 5th ANNIVERSARY UNIT COLLECTION -PRIDE STAR-                           | W | 「PRIDE STAR」                                                            | ゲーム『アイドルマスター SideM』関連曲                                                                            |
| 8月26日  | THE IDOLM@STER SideM 5th ANNIVERSARY SOLO COLLECTION 02                                     | 蒼井悠介（菊池勇成） | 「Great Sympathy」                                                        | ゲーム『アイドルマスター SideM』関連曲                                                                            |
| 2021年   |                                                                                             | |                                                                           | |
| 2月3日   | THE IDOLM@STER SideM NEW STAGE EPISODE:09 W                                                 | W | 「YELL OF DELIGHT」 「NEXT STAGE!」                                       | ゲーム『アイドルマスター SideM』関連曲                                                                            |
| 2月7日   | THE IDOLM@STER SideM UNIT COLLECTION -MEET THE WORLD!-                                      | 315 ALLSTARS | 「MEET THE WORLD!」                                                       | ゲーム『アイドルマスター SideM』関連曲                                                                            |
| 2月7日   | THE IDOLM@STER SideM UNIT COLLECTION -MEET THE WORLD!-                                      | W | 「MEET THE WORLD!」                                                       | ゲーム『アイドルマスター SideM』関連曲                                                                            |
| 9月29日  | THE IDOLM@STER SideM GROWING SIGN@L 01 Growing Smiles!                                      | 315 ALLSTARS | 「Growing Smiles!」 「DRIVE A LIVE」 「Beyond The Dream」 「NEXT STAGE!」 | ゲーム『アイドルマスター SideM GROWING STARS』関連曲                                                              |
| 2022年   |                                                                                             | |                                                                           | |
| 1月8日   | THE IDOLM@STER SideM UNIT COLLECTION -Growing Smiles!-                                      | W | 「Growing Smiles!」                                                       | ゲーム『アイドルマスター SideM GROWING STARS』関連曲                                                              |
| 2月9日   | フットサルボーイズ!!!!! プレイヤーソングアルバム                                            | フットサルボーイズ!!! | 「Higher Goals」                                                          | ゲーム『フットサルボーイズ!!!!! ハイファイリーグ』主題歌                                                          |
| 2月9日   | フットサルボーイズ!!!!! プレイヤーソングアルバム                                            | 桐生蓮（TAKA）、白河瞬（岡延明）、橘藤吾（大海将一郎）、今園彩人（森永彩斗）、水無瀬亜佐（菊池勇成）、秋月奏夜（津田拓也） | 「Maverick」                                                              | 『フットサルボーイズ!!!!!』関連曲                                                                                 |
| 3月12日  | THE IDOLM@STER SideM PASSION@TE FORMATION -MENTAL-                                          | 315 STARS（メンタルVer.） | 「リトルハピネス」                                                        | ゲーム『アイドルマスター SideM GROWING STARS』関連曲                                                              |
| 3月12日  | THE IDOLM@STER SideM PASSION@TE FORMATION -MENTAL-                                          | 蒼井悠介（菊池勇成） | 「リトルハピネス」                                                        | ゲーム『アイドルマスター SideM GROWING STARS』関連曲                                                              |
| 4月13日  | フットサルボーイズ!!!!! 天ノ川学園高等学校アルバム                                          | 水無瀬亜佐（菊池勇成） | 「Stand by Star」 「Higher Goals 水無瀬亜佐ver.」                         | 『フットサルボーイズ!!!!!』関連曲                                                                                 |
| 9月21日  | THE IDOLM@STER SideM 49 ELEMENTS 04 W                                                       | W | 「Growin'Groovin'」                                                       | ゲーム『アイドルマスター SideM GROWING STARS』関連曲                                                              |
| 9月21日  | THE IDOLM@STER SideM 49 ELEMENTS 04 W                                                       | 蒼井悠介（菊池勇成） | 「HOT INSPIRATION～世界のテッペンYeah!～」                                | ゲーム『アイドルマスター SideM GROWING STARS』関連曲                                                              |
| 12月21日 | THE IDOLM@STER SideM GROWING SIGN@L 15 Take a StuMp!                                        | 315 ALLSTARS | 「Take a StuMp!」                                                         | ゲーム『アイドルマスター SideM GROWING STARS』関連曲                                                              |
| 2023年   |                                                                                             | |                                                                           | |
| 1月11日  | THE IDOLM@STER SideM GROWING SIGN@L 16 W                                                    | W | 「VIVA!! ファミリーリズム」 「Watchword」                                 | ゲーム『アイドルマスター SideM GROWING STARS』関連曲                                                              |
| 2月11日  | THE IDOLM@STER SideM UNIT COLLECTION -Take a StuMp!-                                        | W | 「Take a StuMp!」                                                         | ゲーム『アイドルマスター SideM GROWING STARS』関連曲                                                              |
| 3月11日  | 幻想のUtopia/安寧のDystopia                                                                 | ピエール（堀江瞬）、蒼井悠介（菊池勇成）、蒼井享介（山谷祥生）、握野英雄（熊谷健太郎）、木村龍（濱健人）、秋山隼人（千葉翔也）、冬美旬（永塚拓馬）、榊夏来（渡辺紘）、若里春名（白井悠介）、紅井朱雀（益山武明）、東雲荘一郎（天﨑滉平）、アスラン＝ベルゼビュートII世（古川慎）、岡村直央（矢野奨吾）、硲道夫（伊東健人）、大河タケル（寺島惇太）、牙崎漣（小松昌平）、天峰秀（伊瀬結陸）、花園百々人（宮﨑雅也）、眉見鋭心（大塚剛央） | 「幻想のUtopia」                                                          | 舞台『THE IDOLM@STER SideM PASSIONABLE READING SHOW -超常事変〜対立スル正義〜-』オープニングテーマ                |
| 10月28日 | THE IDOLM@STER SideM GROWING SIGN@L SOLO COLLECTION 03                                      | 蒼井悠介（菊池勇成） | 「VIVA!! ファミリーリズム」                                               | ゲーム『アイドルマスター SideM GROWING STARS』関連曲                                                              |
| 10月28日 | THE IDOLM@STER SideM 8th STAGE THEME SONG「Hands & Claps!」                                 | 315 ALLSTARS | 「Hands & Claps!」                                                        | ライブイベント『THE IDOLM@STER SideM 8th STAGE 〜ALL H@NDS TOGETHER〜』テーマソング                               |
| 10月28日 | THE IDOLM@STER SideM 8th STAGE THEME SONG「Hands & Claps!」                                 | 315 STARS（メンタルVer.） | 「Hands & Claps!」                                                        | ライブイベント『THE IDOLM@STER SideM 8th STAGE 〜ALL H@NDS TOGETHER〜』テーマソング                               |
| 4月24日  | THE IDOLM@STER SideM CIRCLE OF DELIGHT 10 W                                                 | W | 「AZUR」 「Feeeel Gooood!」                                               | 『アイドルマスター SideM』関連曲                                                                                  |
| 8月7日   | THE IDOLM@STER SideM F@NTASTIC COMBINATION 〜HEARTMAKER!!!!〜 -BELIEVER'S MATCH- W          | W、THE 虎牙道 | 「vs.BELIEVERS」                                                          | ライブイベント『315 Production presents F＠NTASTIC COMBINATION LIVE 〜HEARTMAKER!!!!〜 -BELIEVER'S MATCH-』関連曲 |
| 8月7日   | THE IDOLM@STER SideM F@NTASTIC COMBINATION 〜HEARTMAKER!!!!〜 -BELIEVER'S MATCH- W          | W | 「RAY OF LIGHT」                                                          | ライブイベント『315 Production presents F＠NTASTIC COMBINATION LIVE 〜HEARTMAKER!!!!〜 -BELIEVER'S MATCH-』関連曲 |
| 8月7日   | THE IDOLM@STER SideM F@NTASTIC COMBINATION 〜HEARTMAKER!!!!〜 -BELIEVER'S MATCH- W          | Beit、神速一魂、W、THE 虎牙道 | 「DRIVE A LIVE（HEARTMAKER!!!! Ver.）」                                   | ライブイベント『315 Production presents F＠NTASTIC COMBINATION LIVE 〜HEARTMAKER!!!!〜 -BELIEVER'S MATCH-』関連曲 |
| 8月7日   | THE IDOLM@STER SideM F@NTASTIC COMBINATION 〜HEARTMAKER!!!!〜 -BELIEVER'S MATCH- THE 虎牙道 | Beit、神速一魂、W、THE 虎牙道 | 「Beyond the Dream（HEARTMAKER!!!! Ver.）」                               | ライブイベント『315 Production presents F＠NTASTIC COMBINATION LIVE 〜HEARTMAKER!!!!〜 -BELIEVER'S MATCH-』関連曲 |

### その他参加楽曲
| 発売日         | 商品名                          | 歌       | 楽曲 | 備考                                                    |
| -------------- | ------------------------------- | -------- | --- | ------------------------------------------------------- |
| 2017年6月9日   | UNLOCK☆START!!!                 | &6allein | 「UNLOCK☆START!!!」 「Color of melody」                                                                              |                                                         |
| 2017年11月29日 | -LIVED-/A:LIVE                  | &6allein | 「-LIVED-」 「A:LIVE」                                                                                               |                                                         |
| 2018年4月4日   | With You                        | &6allein | 「KISS or BANG!」 「-LIVED- 2018ver.」 「A:LIVE 2018ver.」 「Color of melody 2018ver.」 「UNLOCK☆START!!! 2018ver.」 |                                                         |
| 2018年4月4日   | With You                        | 菊池勇成 | 「Happiness」 |                                                         |
| 2019年1月30日  | Part of Me                      | &6allein | 「Part of Me」 「Choice“&”Chance」                                                                                   |                                                         |
| 2021年1月27日  | スーパーヒーロー/きんいろのとき | CHASCO   | 「スーパーヒーロー」 「きんいろのとき」                                                                              | ラジオ『浦尾岳大と菊池勇成のちゃっと☆ま〜けっと』関連曲 |